# Buczyna, tỉnh Zachodniopomorskie
Buczyna [buˈt͡ʂɨna] là một khu định cư ở khu hành chính của Gmina widwin, trong quận Świdwin, West Pomeranian Voivodeship, ở phía tây bắc Ba Lan. Nó nằm khoảng 4 kilômét (2 mi) về phía nam của Świdwin và 87 km (54 mi) về phía đông bắc của thủ đô khu vực Szczecin.